# Essehof
Essehof è una località della Germania, frazione (Ortschaft) del comune di Lehre, nel land della Bassa Sassonia.

## Storia
Già comune autonomo nel circondario di Braunschweig, fu soppresso e incorporato a Lehre il 1º luglio 1972.